# Bahía de Aialik
La bahía de Aialik es una bahía situada en el borough de Península de Kenai, en el golfo de Alaska, al noroeste del estado homónimo (Estados Unidos). El glaciar más grande de la bahía, el glaciar de Aialik es un popular destino turístico desde la ciudad de Seward.

## Galería de imágenes

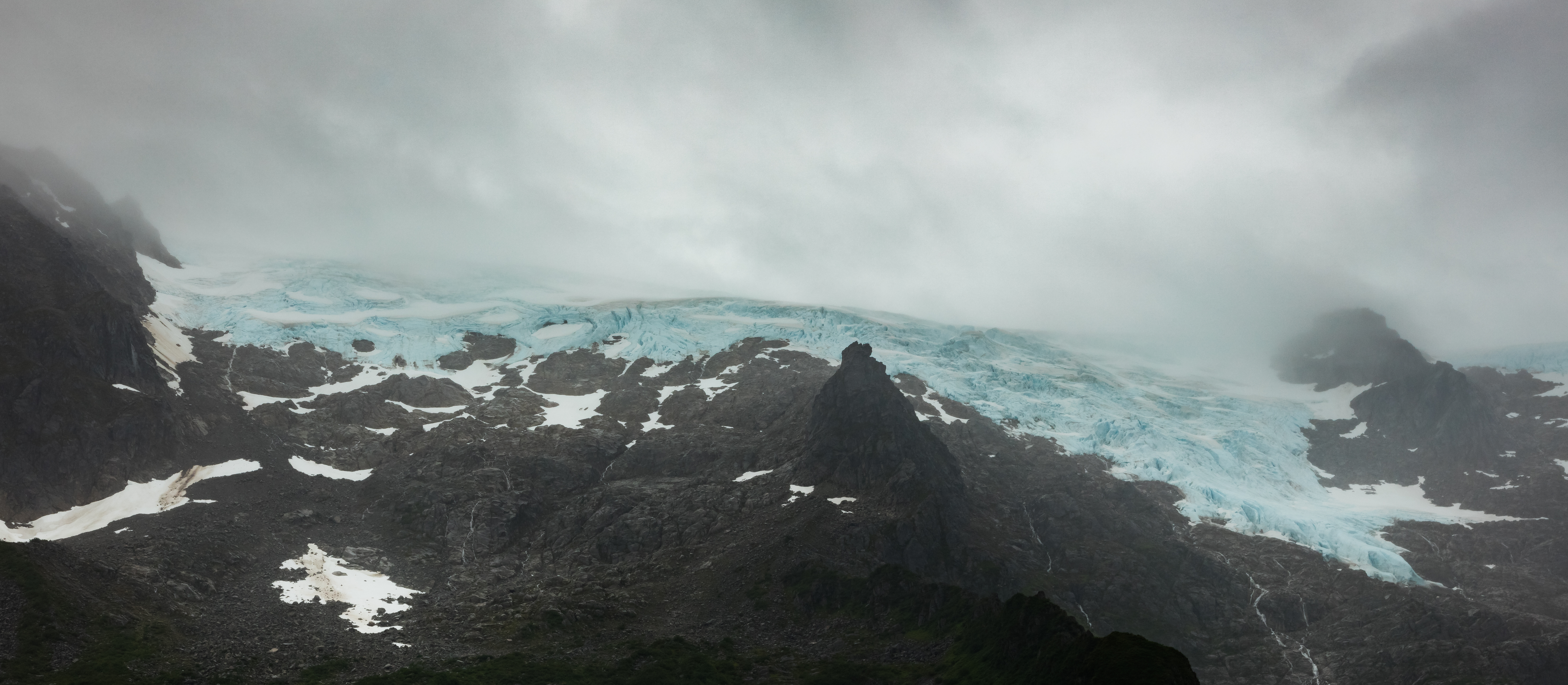
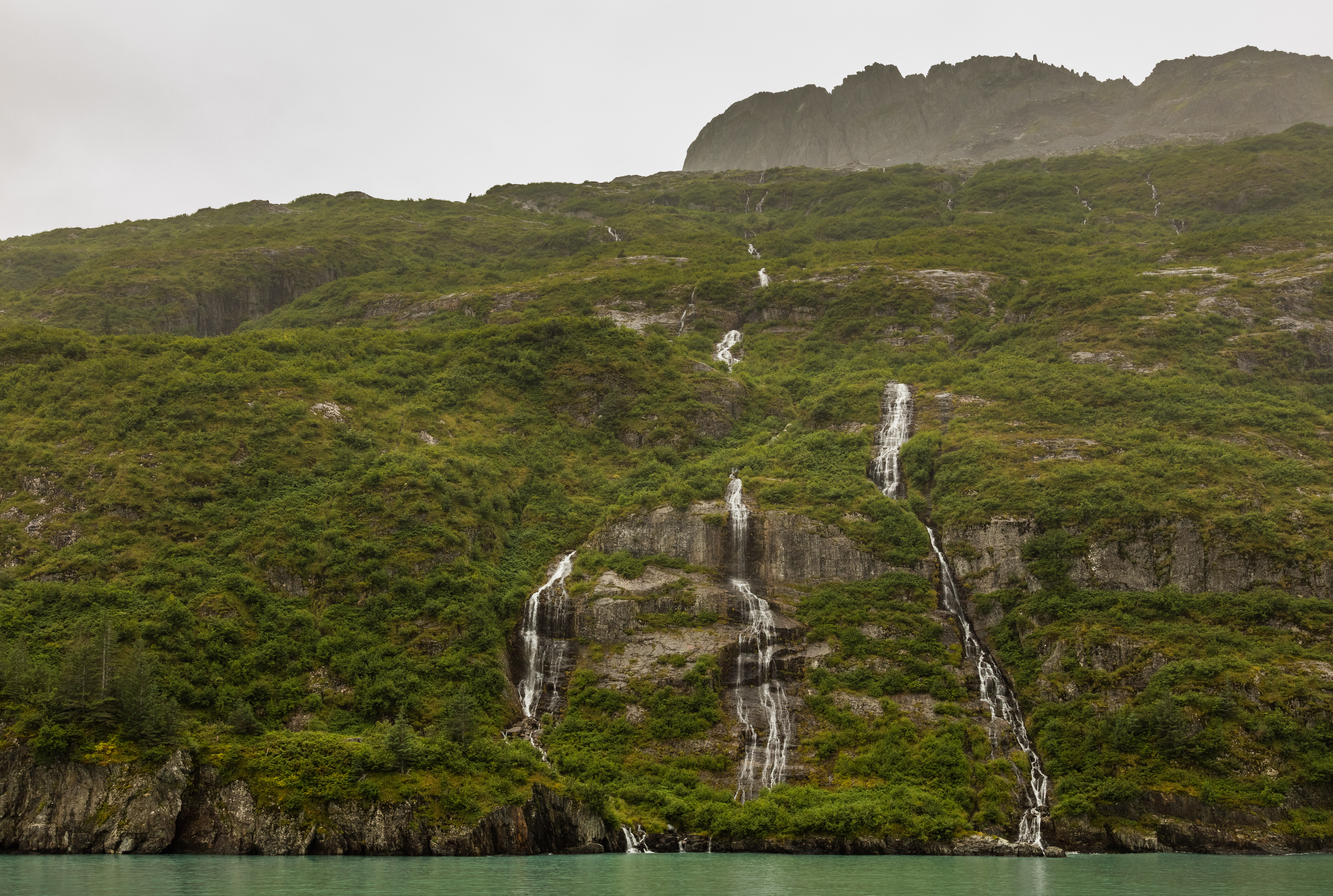
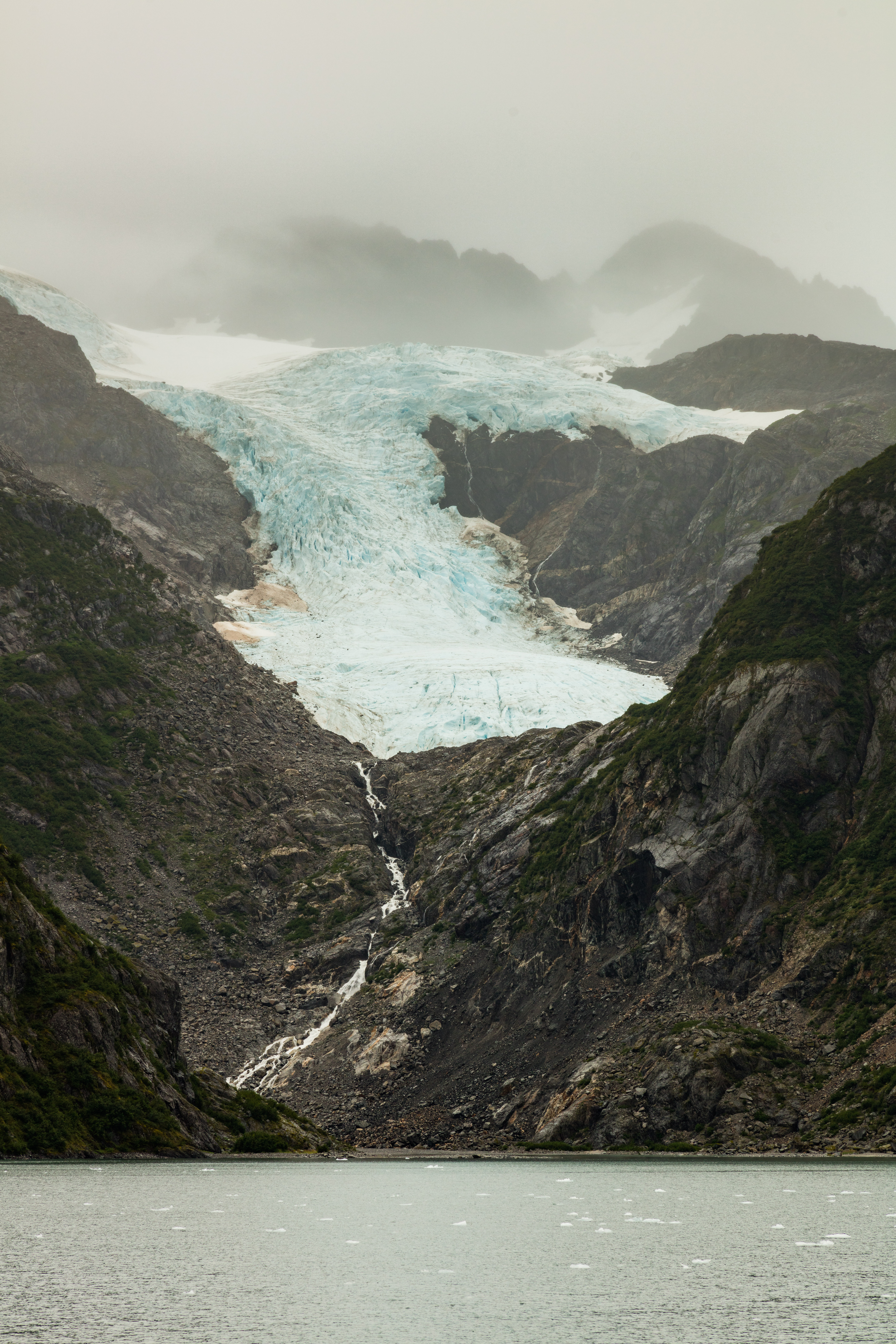
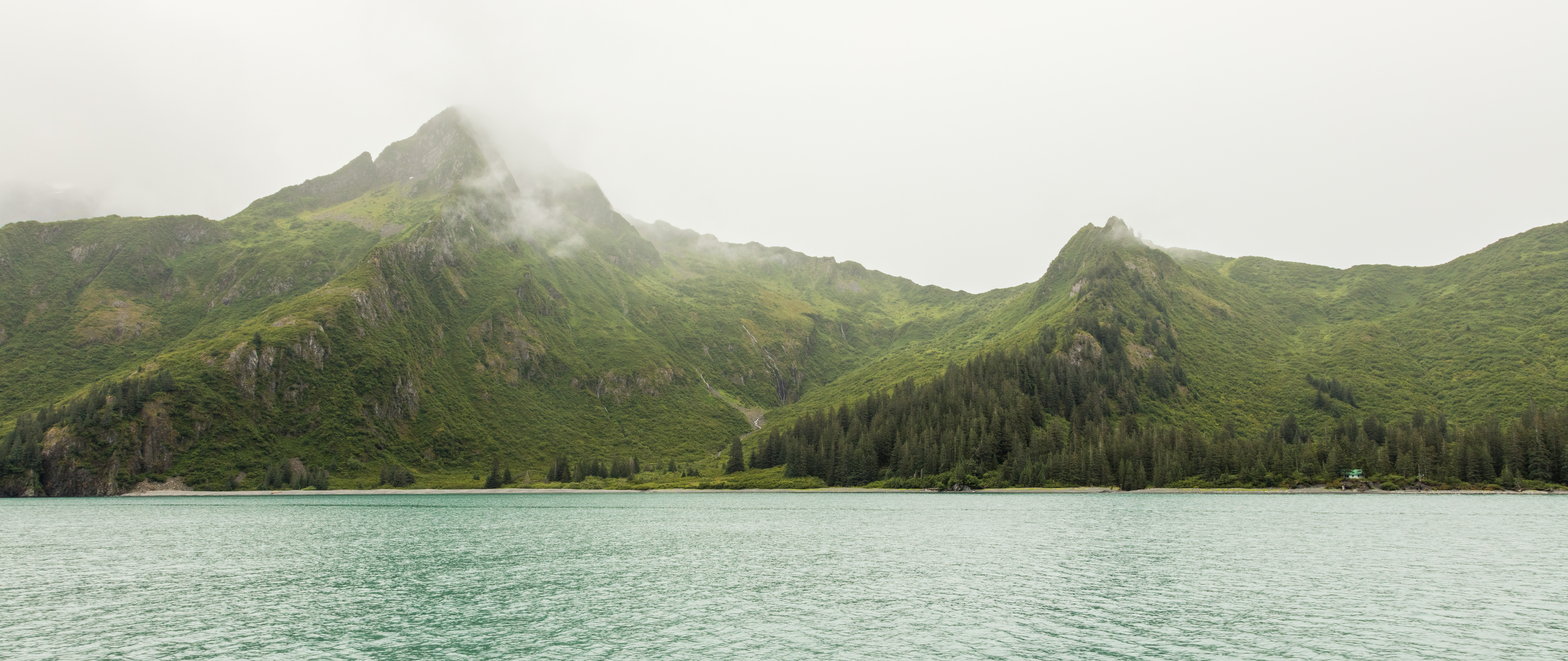
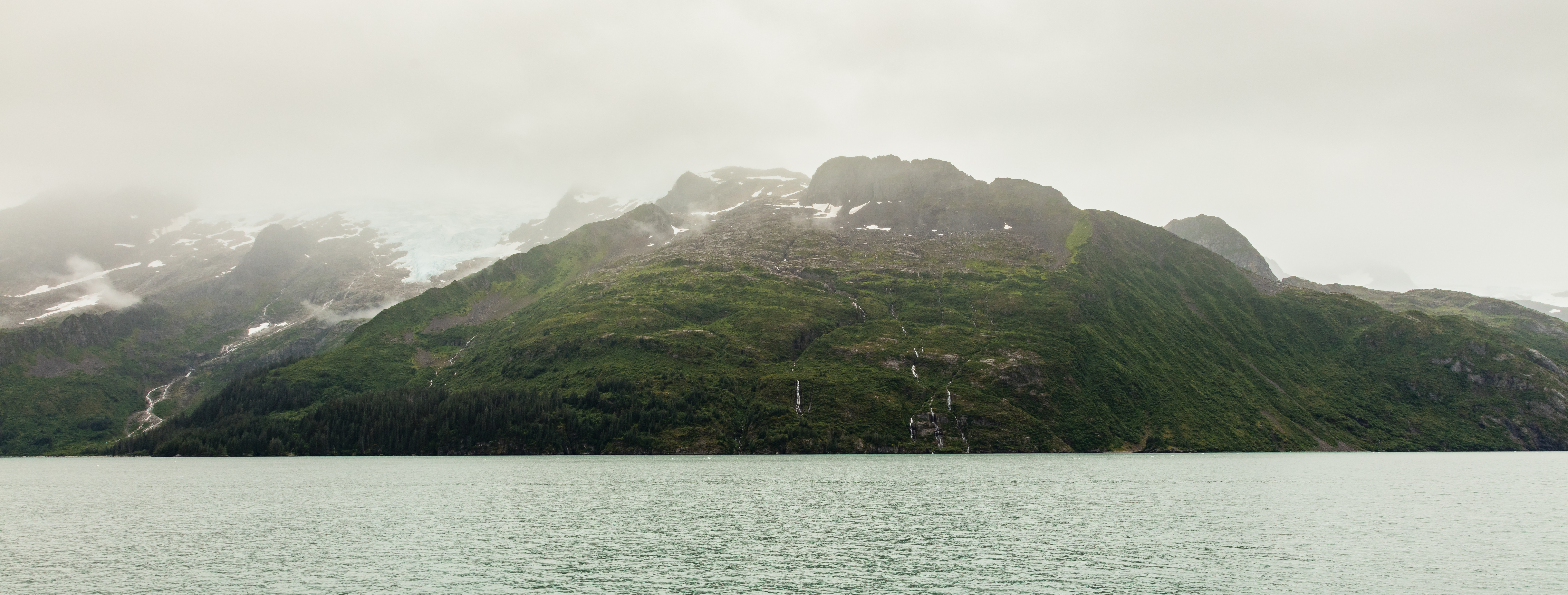
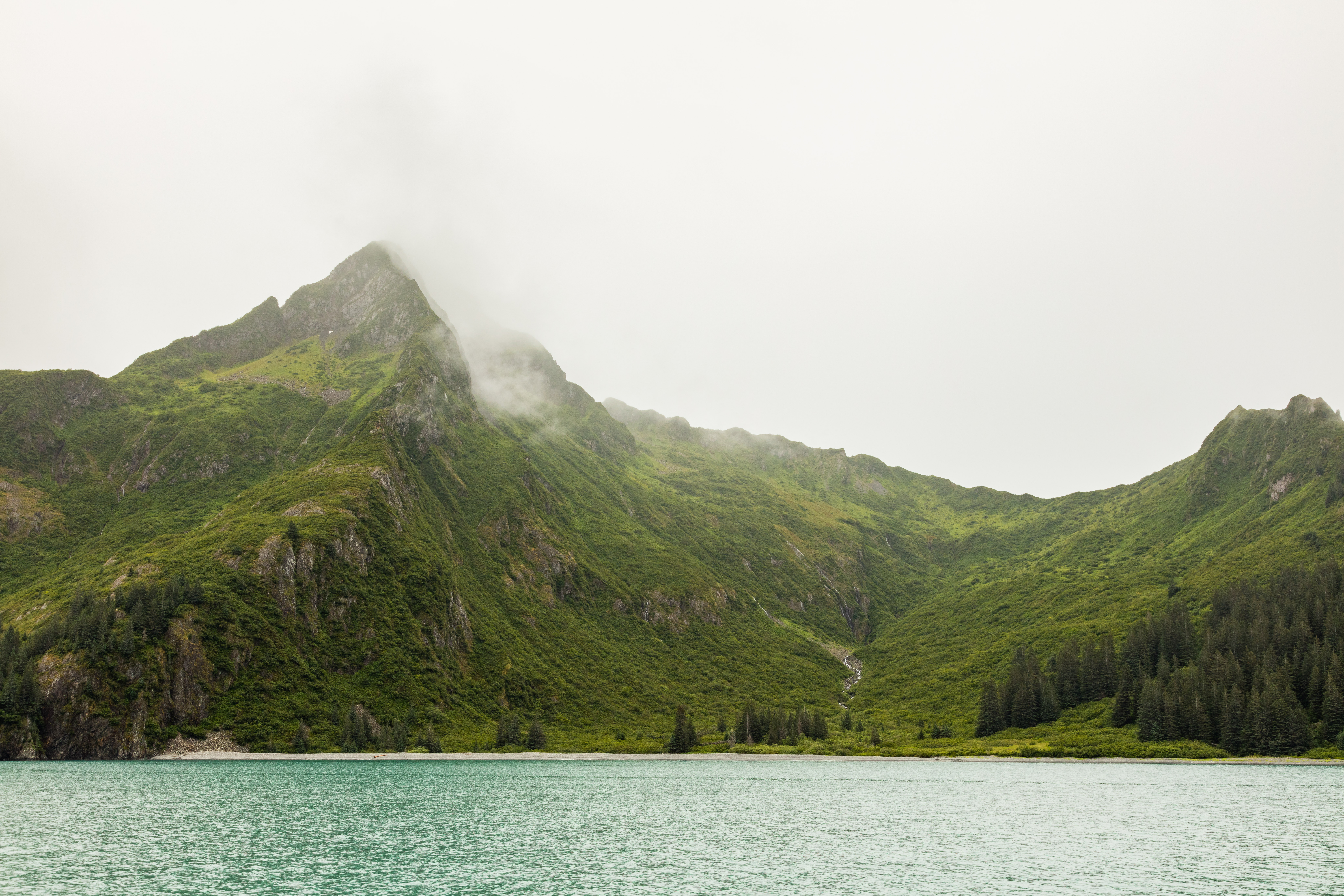